# Sybilla de Fortia
Sybilla de Fortia (1350 - Barcelona, 1406) was als echtgenote van koning Peter IV van Aragón koningin van Aragón van 1377 tot 1387.
Sybilla was een dochter van graaf Berenguer de Fortià en Francesca de Vilamarí. Haar eerste huwelijk was in 1371 met een Spaanse edelman, Artal II de Foces, en eindigde in 1374. Op 11 oktober 1377 werd ze de vierde echtgenote van koning Peter IV van Aragón. Hun kinderen waren:
- Alfons (1376-1377)
- Peter (1379)
- Isabella (1380-1424), in 1407 gehuwd met Jacobus II van Urgell (1380-1433)

Na Peters dood in 1387 zou zij eerst op een kasteel nabij Sant Martí Sarroca, vervolgens op een kasteel nabij Montcada i Reixac en ten slotte in Barcelona wonen, waar ze ook zou overlijden.